# Шашков, Сергей Сергеевич
Сергей Сергеевич Шашков (род. 7 декабря 1972, Курган) — советский и российский футболист, полузащитник. Воспитанник курганского футбола. Выступал за нижегородский «Локомотив». Тренер-преподаватель МБУДО «ДЮСШ-3» г. Кургана.

## Биография
Карьеру начал в «Тоболе» Курган. В 1994 году перешёл в «Локомотив» Нижний Новгород, где играл вместе со своими земляками Владимиром Найдановым и Евгением Шурко.
В 1996 году окончил Уральский государственный педагогический университет, педагог по физической культуре.
В 2000 году вернулся в Курган, где, отыграв один сезон за «Спартак», перешёл в оренбургский «Газовик». В 2001 году перешёл в нижегородский «Локомотив», игравший во втором дивизионе.
В 2016 году на IX Чемпионате Курганской области среди ветеранов играл за «Труд-КЗКТ».
Тренер-преподаватель МБУДО «ДЮСШ-3» г. Кургана.